# Batgirl
Batgirl est le nom de plusieurs personnages de fiction appartenant à l'univers de DC Comics. Batgirl est également le titre de quatre séries de comic books publiées par DC Comics. Le nom du personnage est construit sur le modèle de Batman, avec préfixation du mot bat, chauve-souris, et suffixation du mot girl, fille.
Créée à l'origine par Bill Finger et Sheldon Moldoff, Bat-Girl, alias Betty Kane, apparaît pour la première fois dans le comic book Batman no 139 en 1961. Le personnage est une compagne de l'héroïne Batwoman, à la manière de Robin, le faire-valoir de Batman, et est considéré par certains comme la première incarnation de Batgirl.
À la suite de la promotion de Julius Schwartz en tant qu'éditeur des comic books de Batman en 1964, les personnages de Bat-Girl et de Batwoman ont été retirés de la publication. À la fin de l'année 1966, une « nouvelle » Batgirl, alias Barbara Gordon, apparaît. C'est la fille du commissaire de police James Gordon. Cette version de Batgirl a été introduite dans le comic book Detective Comics no 359, intitulé The Million Dollar Debut of Batgirl de Gardner Fox et Carmine Infantino.
Batgirl a été beaucoup plus populaire que la précédente Bat-Girl et a fait des apparitions régulières dans les comics portant sur la continuité principale de l'univers DC de la fin 1966 à 1988. La retraite officielle de Batgirl a eu lieu dans Batgirl Special no 1 (juin 1988), qui a été publié quelques mois après que le Joker eut tiré sur Barbara Gordon dans le roman graphique Rire et mourir (Batman: The Killing Joke, mars 1988). L'éditeur Kim Yale et l'auteur de comics John Ostrander ont réinventé plus tard Barbara Gordon avec l'identité secrète d'Oracle, le premier agent de renseignements de l'univers DC et chef de l'organisation Birds of Prey. Batgirl / Barbara Gordon apparaît encore dans de nouvelles publications qui ont lieu, soit dans «le passé», soit à l'extérieur de la continuité.
En 1999, dans l'histoire Batman: No Man's Land, Helena Bertinelli assume pendant un temps le rôle de Batgirl jusqu'à ce qu'elle soit dépouillée de l'identité par Batman à la conclusion de l'histoire pour avoir violé ses codes stricts. Durant la même année, un nouveau personnage est introduit au cours de la série No Man's Land, Cassandra Cain, créée par Kelley Puckett et Damion Scott, qui devient la quatrième Batgirl, et est encadrée par Batman et Oracle. Cassandra Cain a été la première version du personnage Batgirl à figurer dans une série mensuelle éponyme, qui a été publiée de 2000 à 2006, se terminant avec Caïn renonçant à son rôle de Batgirl. Au cours de l'arc Headhunt de la série de comics Birds of Prey, le personnage Charlotte-Gage Radcliffe, créé par Gail Simone, a utilisé temporairement un costume de Batgirl, mais a finalement été contraint par Oracle d'abandonner le rôle et a ensuite adopté le pseudonyme de Misfit. Par la suite dans les pages de Teen Titans, Cassandra Cain a reconquis son ancienne identité de Batgirl. Plus tard, elle passera le costume de Batgirl à Stéphanie Brown dans le premier numéro de la série Batgirl de 2009. Cette série écrite par Bryan Q. Miller durera jusqu'en 2011.
Il est aussi à noter que Harley Quinn porta pendant un temps le costume de Batgirl, dans sa série de 2000, pour faire régner "l'ordre" et surtout le chaos, mais fût rapidement arrêtée par Cassandra (la véritable Batgirl), Nightwing et Robin.
La maison d'édition DC Comics relance par la suite toutes les publications mensuelles au cours de New 52. Dans cette nouvelle continuité, Barbara Gordon se remet de sa paralysie à la suite d'une intervention chirurgicale. Elle est le personnage principal de la série Batgirl qui est relancée et écrite par Gail Simone. Dan Didio, coéditeur de DC Comics, a expliqué que la réutilisation de Barbara Gordon dans le rôle de Batgirl s'explique parce qu'elle est la version la plus connue du personnage. En 2011, elle a été classée 17e à la fois dans le Comics Buyer's Guide "100 Sexiest Women in Comics" et chez IGN "Top 100 des Comic Books Heroes",. Batgirl a été adaptée dans différents médias relatifs à la franchise Batman : la télévision, le cinéma, l'animation, les jeux vidéo et autres marchandises.

## Personnages
Plusieurs héroïnes ont revêtu le costume de Batgirl.

### Betty Kane
Après les accusations d'homosexualité entre Batman et Robin, comme décrit dans le livre de Fredric Wertham Seduction of the Innocent de 1954, un personnage féminin, Kathy Kane la Batwoman, a été introduit en 1956 pour créer une intrigue amoureuse avec Batman. En 1961, un deuxième personnage a été présenté comme un intérêt amoureux pour Robin. Il s'agit de Betty Kane, la nièce de Kathy Kane et son alter-ego, Bat-Girl, est le faire-valoir de Batwoman. Elle est apparue pour la première fois dans le comic book Batman no 139 en avril 1961.
La création de la famille Batman, qui comprenait Batman et Batwoman représentés en tant que parents, Robin et Bat-Girl dépeints comme leurs enfants, le diablotin extraterrestre Bat-Mite et l'animal de compagnie Ace the Bat-Hound, a entrainé les comics Batman dans « un mauvais tournant, le passage de super-héros à la comédie de situation ».
Ces personnages ont été abandonnés en 1964 quand Julius Schwartz a été nommé rédacteur en chef de Batman. Il a conclu qu'ils étaient trop stupides et donc inappropriés. Schwartz a affirmé que ces personnages devaient être supprimés, compte tenu de la diminution constante des ventes de comics Batman, et il a rétabli la mythologie de Batman à sa conception originale de justicier héroïque. Bat-Girl, avec les autres personnages de la famille Batman, ont été déplacés (retconned) en dehors de la continuité principale qui suit la série limitée Crisis on Infinite Earths de 1985. Toutefois, même si Bat-Girl n'existait pas dans la continuité post-crisis, une version modifiée du personnage, Mary Elizabeth "Bette" Kane, a été présentée comme la super-héroïne Flamebird, qui continue à apparaître dans les publications de DC Comics.

### Barbara Gordon

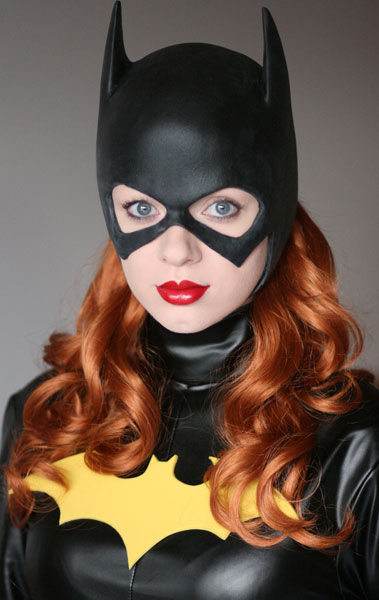
Cosplay de Batgirl / Barbara Gordon.

Une nouvelle Batgirl plus indépendante, Barbara "Babs" Gordon, fille adoptive du commissaire James Gordon, a fait ses débuts dans le comic book Detective Comics no 359, de janvier 1967. Dans sa première histoire, Barbara se rend à un bal masqué déguisée en une version féminine de Batman où elle perturbe une tentative d'enlèvement sur Bruce Wayne par le vilain Killer Moth. Cela attire l'attention de Batman et la conduit à construire sa carrière de justicière. Ce nouveau personnage, créé conjointement par l'éditeur Julius Schwartz, l'artiste Carmine Infantino et l'auteur Gardner Fox, était une collaboration entre DC Comics et la série télévisée Batman de la fin des années 1960 qui a été diffusée sur ABC. Quand le producteur de télévision William Dozier cherche à renouveler le programme de Batman pour une troisième saison, il demande à Schwartz qu'un nouveau personnage féminin soit introduit dans le milieu des comics et qu'il puisse être adapté dans la série télévisée afin d'attirer un public féminin. La nouvelle version de Batgirl a été scénarisée comme une adulte qui, après avoir obtenu un doctorat en ingénierie documentaire, commence une carrière en tant que cheffe de la Bibliothèque Publique de Gotham City (Gotham City Public Library).
En tant que Batgirl, Barbara Gordon s'est avérée être plus populaire que le précédent duo Bat-Girl et Batwoman, elle n'était pas un faire-valoir, mais une justicière indépendante. Barbara Gordon est apparue comme Batgirl dans les séries Batman et Detective Comics, ainsi que dans d'autres publications de DC Comics qui ne sont pas reliées à Batman. Le personnage a également reçu un rôle de premier plan dans la série de comics Batman Family qui a débuté en 1975, où elle a fait partie du "Dynamite Duo: Batgirl & Robin" avec Dick Grayson. Décrit comme l'un des personnages les plus populaires apparus dans les publications de l'Âge d'argent des comics, Barbara Gordon est apparu comme Batgirl régulièrement de 1966 à 1988, et elle est souvent représentée en Batgirl dans des histoires flashbacks dans les publications actuelles de DC Comics. Sa carrière en tant que Batgirl se termine tragiquement. Dans Batman: The Killing Joke, scénarisé par Alan Moore et illustré par Brian Bolland, le Joker lui tire une balle à bout portant, endommageant sa colonne vertébrale et la condamnant ainsi à une vie en chaise roulante. L'intrigue, qui a conduit Barbara Gordon à la paralysie, devint par la suite un point de controverse parmi les critiques et les commentateurs. L'éditeur Kim Yale et l'auteur John Ostrander redonne vie au personnage dans le comic book Suicide Squad no 23 de 1989. Elle porte le pseudonyme d'Oracle et est un courtier en information indépendant et expert hacker. En tant qu'Oracle, Barbara Gordon est scénarisée comme une alliée à divers super-héros de l'univers DC mais elle est surtout connue pour être fondatrice et chef des opérations de Birds of Prey, une organisation de super-héros. En septembre 2011, Barbara Gordon reprend son costume de Batgirl dans Batgirl vol. 4 #1.

### Helena Bertinelli
Onze ans après la dernière publication de Barbara Gordon en tant que Batgirl, une nouvelle version du personnage a été introduite dans Shadow of the Bat no 83 lors de la maxiseries Batman: No Man's Land de 1999. Dans Batman: Legends of the Dark Knight no 120 de la même année, la nouvelle Batgirl se révèle être Helena Bertinelli, une super-héroïne de DC Comics également connu sous le nom de code Huntress. Batman contraint Bertinelli à abandonner le costume. Après avoir récupéré son identité en tant que Huntress, Bertinelli rejoint plus tard Birds of Prey d'Oracle, devenant la seconde Batgirl à être membre de l'équipe.

### Cassandra Cain
Représentée comme une enfant prodige des arts martiaux, Cassandra Cain est décrite comme une jeune femme qui possède des origines asiatiques. À la suite de son introduction dans Batman no 567 en 1999, dans le cadre du crossover Batman: No Man's Land, elle devient la troisième Batgirl, avec l'approbation de Batman et Oracle. Cassandra Cain porte le même costume de Batgirl que celui porté par Helena Bertinelli. Fille de Lady Shiva et du maître assassin David Cain, elle a été élevée par son père. Cassandra Cain n'a pas appris la langue parlée, mais a appris à «lire» le mouvement physique. Par la suite, sa seule forme de communication a été le langage corporel. Les parties de son cerveau normalement utilisées pour la parole ont été formées afin que Caïn puisse lire le langage corporel des autres et ainsi prédire, avec une précision déconcertante, leur prochain déplacement. Cela a également entrainé dans son cerveau le développement de l'apprentissage de fonctions différentes de la plupart des êtres humains, elle possède une forme de dyslexie qui entrave sa capacité à lire et à écrire.
Malgré le handicap du personnage, l'auteur Andersen Gabrych décrit la forme unique de langage de Caïn comme un facteur clé de son travail de détective : la capacité de marcher dans une pièce et de «savoir» que quelque chose est erroné en se basant sur le langage corporel. Pendant la premier arc narratif de la série de comics Batgirl intitulé "Silent Running", Cassandra Cain rencontre un psychiatre qui «reprogramme» son cerveau, lui permettant de comprendre le langage verbal, mais simultanément elle perd la capacité à prédire les mouvements. Ce problème est résolu au cours du deuxième arc narratif de la série, "Batgirl: A Knight Alone", quand Batgirl rencontre sa mère, l'assassin Lady Shiva, qui accepte de lui apprendre à prédire le mouvement une fois de plus. Six ans après ses débuts, DC Comics a arrêté la première série Batgirl avec le no 73 en 2006, terminant sur son abandon du rôle de Batgirl, après un troisième combat contre sa mère,.
Lorsque la continuité de DC Comics a sauté en avant une année après les événements de la série limitée Infinite Crisis, Cassandra Cain devient le chef de la Ligue des Assassins, ayant abandonné sa représentation précédente d'altruiste. La progression du personnage de héros à vilain a irrité certains de ses fans et a été accompagnée de fortes critiques. Cain reprit son rôle de Batgirl dans "East Titans" (2007), histoire de Teen Titans, où l'on découvre qu'elle avait été influencée par un psychotrope administré par le super-vilain Deathstroke le Terminator. Après la conclusion de l'intrigue, DC Comics a restauré son rôle de super-héros et le personnage a un rôle de soutien dans la série de comics Batman and the Outsiders. Durant cette période Charlotte Gage-Radcliffe, alias Misfit, avait temporairement usurpé l'identité de Batgirl.
Après les événements sur la disparition de Batman, Cassandra, agissant sous les ordres de son mentor dans le cas de sa mort, a remis le manteau de Batgirl à Stéphanie Brown, l'ex-Spoiler et Robin. Elle agit maintenant comme un agent anonyme de Batman après son retour. Après avoir décliné une offre de Tim Drake proposant de réclamer le costume de Batgirl alors en possession de Stéphanie, Cassandra a rejoint la famille de Batman sous la nouvelle identité de Blackbat. Elle agit actuellement en tant que représentant de Batman Inc. à Hong Kong.

### Stéphanie Brown
Stéphanie Brown, anciennement le Spoiler et brièvement la quatrième Robin, revêt le manteau de Batgirl après que Cassandra Cain lui a donné son costume sur un ordre de Batman. Plus tard, Barbara Gordon approuve le choix de Brown en tant que son plus récent successeur. Elle devient son mentor pendant une période et elle lui donne un costume violet de Batgirl. Le costume ressemble à celui que porte l'actrice Yvonne Craig dans la série télévisée Batman des années 1960. Brown est la cinquième à porter le costume et la deuxième Batgirl à être le personnage principal d'une série de comic book intitulée Batgirl.

## Historique de publication
La première série de comic book sur Batgirl a compté 73 épisodes de 2000 à 2006. Cassandra Cain en était l'héroïne. En 2009, une mini-série, également basée sur le personnage de Cain, racontait le passage du costume de Batgirl à Stephanie Brown. La troisième série, de 2009 à 2011, présentait Batman et Robin qui surveillaient les progrès de Brown.

### Volume 1 (2000–2006)
Cassandra Cain a été la Batgirl de l'univers DC de 1999 jusqu'en 2009. Américaine d'origine asiatique, fille de deux assassins, Caïn a été élevée pour être le plus grand assassin du monde. Elle est représentée dans la série de comic books No Man's Land, la série Batgirl de 2000 et la mini-série, elle aussi éponyme, de 2008, l'arc narratif One Year Later, 52: World War III, et Batman and the Outsiders vol. 2.

### Volume 2 (2008)
Batgirl est à la recherche de son père et Deathstroke. Elle finit par trouver son père et se confronte à lui. Son père tombe d'un immeuble et Caïn est incapable de le sauver. Batman le sauve et permet à Batgirl de rester une nouvelle fois au Manoir Wayne. Batgirl se rend vite compte que Deathstroke a ouvert une académie où il entraîne ses frères et sœurs.

### Volume 3 (2009–2011)
Prenant place après Oracle: The Cure, Stéphanie Brown reçoit le manteau de Batgirl d'une Cassandra Cain désillusionnée. Stéphanie cache son identité à sa mère, qui ne l'approuve pas et veut qu'elle soit une fille ordinaire.

### Volume 4 (2011-présent)
Juste après l'arrêt de la série précédente, une nouvelle série Batgirl va être lancée en septembre 2011. Elle mettra en scène Barbara Gordon qui sera de nouveau capable de marcher. La série est écrite par Gail Simone et illustrée par Ardian Syaf (en).

### Éditions rassemblées

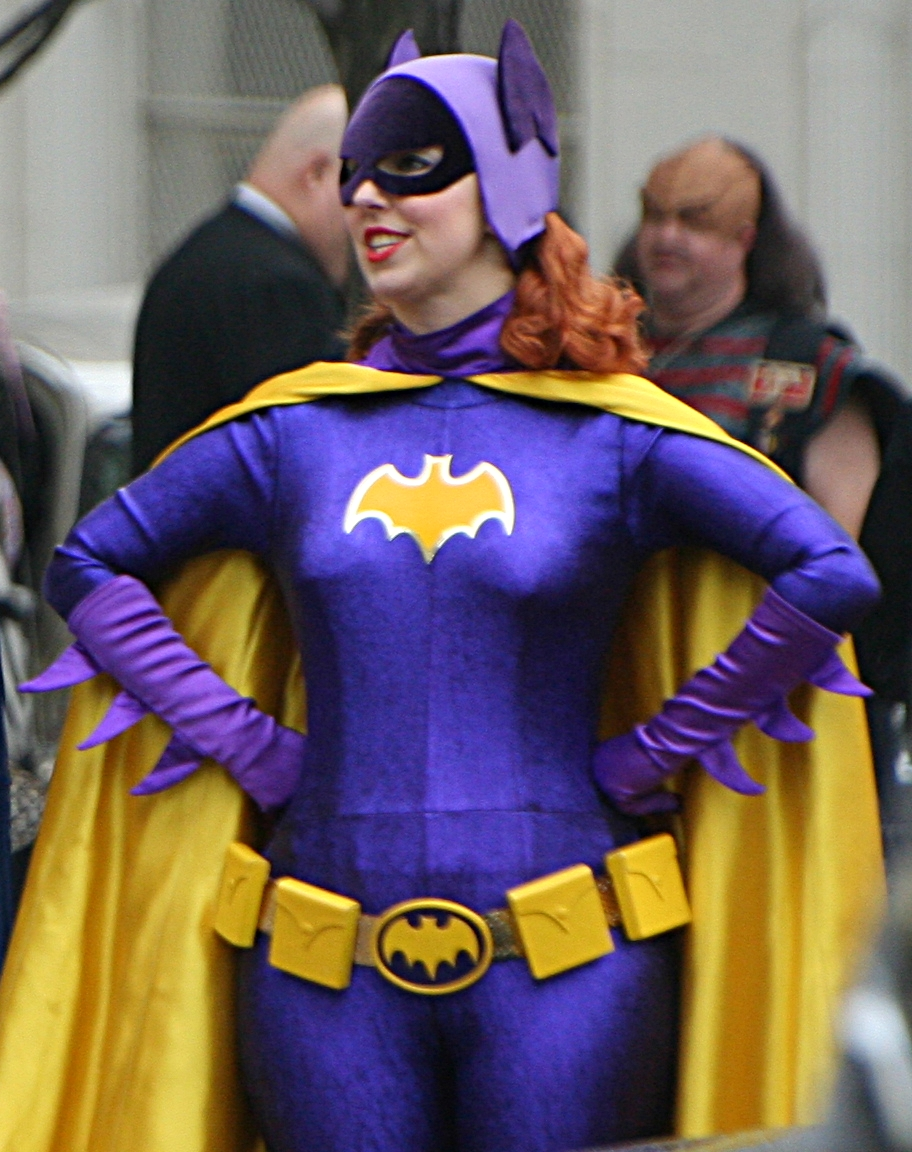
Cosplay de Batgirl, costume violet

#### Barbara Gordon
- Batman: Batgirl (juillet 1997) : one-shot special  (ISBN 978-1-5638-9305-6)[31]
- Batgirl: Year One (février 2003) : Batgirl: Year One #1–9 (2003 mini-series)  (ISBN 978-1-4012-0080-0)[32]
- Showcase Presents: Batgirl (juillet 2007) : différents titres  (ISBN 978-1-4012-1367-1)[33]

#### Cassandra Cain
- Batgirl: Silent Running (mars 2001) : Batgirl #1–6  (ISBN 978-1-8402-3266-0)[34]
- Batgirl: A Knight Alone (novembre 2001) : Batgirl #7–11, #13–14  (ISBN 978-1-5638-9852-5)[35]
- Batgirl: Death Wish (août 2003) : Batgirl #17–20, #22–23, #25  (ISBN 978-1-8402-3707-8)[36]
- Batgirl: Fists of Fury (mai 2004) : Batgirl #15–16, #21, #26–28  (ISBN 978-1-4012-0205-7)[37]
- Robin/Batgirl: Fresh Blood (octobre 2005) : Robin #132–133, Batgirl #58–59  (ISBN 978-1-4012-0433-4)[38]
- Batgirl: Kicking Assassins (janvier 2006) : Batgirl #60–64,  (ISBN 978-1-4012-0439-6)[39]
- Batgirl: Destruction's Daughter (septembre 2006) : Batgirl #65–73,  (ISBN 978-1-4012-0896-7)[23]
- Batgirl: Redemption (juin 2009) : Batgirl #1–6 (2008 miniseries)  (ISBN 978-1-4012-2275-8)[40]

#### Stéphanie Brown
- Batgirl: Batgirl Rising (septembre 2010) : Batgirl (vol. 3) #1–7  (ISBN 978-1-4012-2723-4)[41]
- Batgirl: The Flood (mai 2011) : Batgirl (vol. 3) #9–14  (ISBN 978-1-4012-3142-2)[42]

## Création du personnage
L'introduction dans la publication de Betty Kane, alias Bat-Girl, était une tentative délibérée pour éviter de nouvelles allégations d'homosexualité que Seduction of the Innocent a présenté au public. Le personnage a d'abord été intéressé par l'autodéfense afin de développer une relation avec le Robin originel, Dick Grayson. Représentée comme la nièce de Batwoman, Bat-Girl a développé un béguin pour Robin après son arrivée à Gotham City et a décidé de fabriquer un costume fondé sur celui de Robin. Ses premières apparitions dans les comic books la présentent comme une jeune fille tentant de développer une relation amoureuse avec Robin, en dépit de l'embarras ou du manque d'intérêt de ce dernier. Contrairement aux Batgirls suivantes, Bat-Girl n'est pas une version féminine de Batman, mais plutôt une version féminine de Robin.
Lorsque Julius Schwartz a demandé à Carmine Infantino d'effectuer une refonte du personnage de Bat-Girl, Infantino se rappelait le personnage de Betty Kane comme une « version fille agaçante de Robin », et a décidé de proposer quelque chose de plus original. La nouvelle Batgirl de Gardner Fox et Carmine Infantino est présentée comme une adulte ambitieuse travaillant à la tête de la bibliothèque municipale de Gotham City. Bien que le personnage de Barbara Gordon voie Batman comme son inspiration et son idole, façonnant sa manière de lutter contre la criminalité à son image, sa principale préoccupation reste la résolution d'affaires et elle a souvent travaillé indépendamment de Batman et Robin. Batgirl était principalement représentée dans Detective Comics, dans des histoires séparées du duo de justiciers.

## Apparitions dans d'autres médias

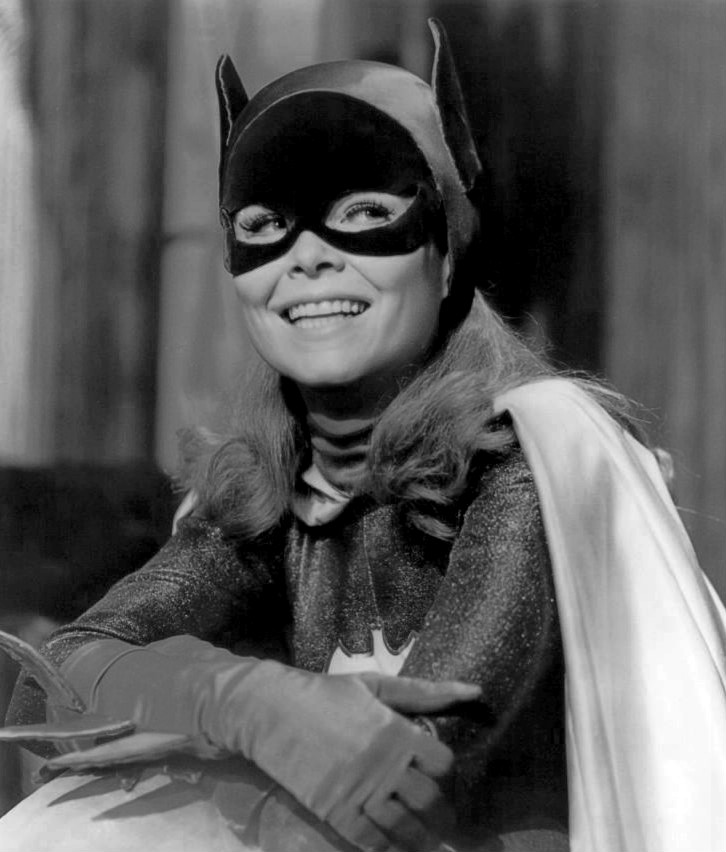
Yvonne Craig en costume de Batgirl dans la série télévisée Batman de 1967.

Icône de la culture populaire, la version Barbara Gordon de Batgirl a été adaptée dans tous les médias relatifs à la franchise Batman, y compris le marchandisage, la télévision, l'animation, le jeu vidéo et le cinéma. Le personnage de Barbara Gordon alias Batgirl, conjointement inspirée par le producteur William Dozier et l'éditeur de DC Comics Julius Schwartz, est apparu dans la dernière saison de la série télévisée Batman en 1967, immédiatement après les débuts du personnage dans les comics. L'actrice Yvonne Craig a été présentée dans un court-métrage promotionnel, qui a été montré aux dirigeants d'ABC afin non seulement d'ajouter Batgirl à la distribution, mais aussi d'assurer une troisième saison à la série télévisée. Comme Barbara Gordon, Craig a été une réplique de sa contrepartie de bande dessinée, en travaillant comme bibliothécaire pour la bibliothèque municipale de Gotham City, elle a mené une double vie comme Batgirl en aidant Batman, Robin et la police de Gotham City à résoudre une série d'affaires. Bien que l'ajout de Craig au casting a été en mesure de renouveler le programme pour une troisième saison, il n'a pas sauvé la série. Batman a été officiellement arrêté en mars 1968.
La version Barbara Gordon de Batgirl a fait sa première apparition animée dans Les Aventures de Batman en 1968 et a également été adaptée dans le programme d'animation The New Adventures of Batman en 1977. Durant les années 1990 et 2000, Barbara Gordon apparaît comme Batgirl dans la série de programmes d'animation et films d'animation qui comprennent le DC Animated Universe; cela inclut Batman, la série animée (Batman: The Animated Series), Batman et Mr Freeze : Subzero, Batman, les nouvelles aventures (The New Batman Adventures), et Batman, la relève : Le Retour du Joker (Batman Beyond: Return of the Joker). En ce qui concerne les jeux vidéo en lien avec le DC Animated Universe, il faut attendre 2001 avec Batman Vengeance pour voir le personnage, qui fait par ailleurs sa première apparition dans ce média. Elle y est de nouveau jouée par Tara Strong. Dans ce jeu, le personnage jouable est Batman et en utilisant son Batcommunicator, il peut avoir des interactions avec son faire-valoir Batgirl afin de recevoir des indices pour résoudre des énigmes,. En 2003 avec le jeu Batman: Rise of Sin Tzu, Batgirl / Barbara Gordon est encore jouée par Tara Strong mais cette fois c'est un personnage jouable.
Une version plus jeune du personnage de Barbara Gordon a également joué un rôle récurrent dans la série d'animation intitulé Batman de 2004.

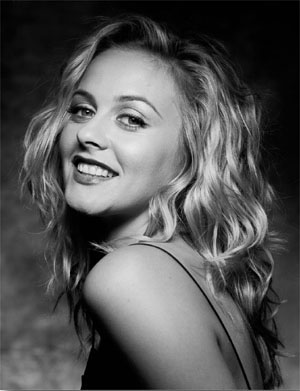
Alicia Silverstone, interprète de Barbara Wilson alias Batgirl dans le film Batman et Robin de 1997.

Dans Batman : L'Alliance des héros (Batman: The Brave and the Bold), le costume de Batgirl ressemble un peu à la celui porté par son incarnation animée dans l'univers DC. Dans sa première apparition sur la série dans l'épisode The Last Partrol!, une plaisanterie fait référence à la série télévisée des années 1960, avec Batman ignorant l'identité de Batgirl.
En plus des adaptations animées, Batgirl version Barbara Gordon a servi d'inspiration pour le personnage de Barbara Wilson en 1997 dans le long-métrage Batman et Robin. L'histoire du personnage s'éloigne de celle du comics, la version alternative de Barbara est interprétée par Alicia Silverstone et est la nièce d'Alfred Pennyworth, le majordome de Bruce Wayne et fidèle assistant de Batman. L'éphémère série télévisée Les Anges de la nuit (Birds of Prey), diffusée sur réseau de la Warner Bros. en 2002, présente une Barbara Gordon paralysée qui enfile son costume de Batgirl après la création d'un dispositif qui lui permet de marcher. La série mettait en vedette Dina Meyer en tant que Barbara Gordon, dans un futur où elle a été paralysée par le Joker et fonctionne comme Oracle.
En 2016, Tara Strong retrouve le personnage dans le film d'animation Batman: The Killing Joke de Sam Liu. Le film Lego Batman, le film de Chris McKay qui sortira l'année suivante, contiendra Batgirl sous l'identité de Barbara Gordon, avec Rosario Dawson.
Barbara Gordon apparaît également en tant que Batgirl dans les films d'animations Batman : Mauvais Sang (2016), Batman : Silence (2019) (jouée par Peyton Roi List), ainsi que dans Justice League Dark: Apokolips War.
Barabara Gordon apparaît également dans la série animée La Ligue des justiciers : Nouvelle Génération, d'abord sous les traits d'une écolière dans la saison 1, puis avec le costume de Batgirl dans la saison 2. Dans la saison 3, elle est en chaise roulante et est devenue Oracle.
Le personnage apparaît également dans Lego Batman : Le Jeu vidéo en 2008 et dans DC Universe Online de 2011 où Batgirl est jouée par Mindy Raymond.
Si le personnage apparait en tant qu'Oracle dans la campagne solo du jeu vidéo Batman: Arkham Knight (2015), elle devient un personnage jouable dans le contenu téléchargeable Batgirl: A Matter of Family. Elle y est interprétée par l'actrice Ashley Greene.
Début 2017, un film centrée sur le personnage est annoncé, avec Joss Whedon à la réalisation. En mai 2021, il est finalement annoncé que le film sera réalisé par Adil El Arbi et Bilall Fallah. Quelques mois plus tard, Leslie Grace est annoncée dans le rôle principal. Alors que le tournage du film est bouclé, avec une diffusion prévue sur HBO Max, le film est annulé par le studio en août 2022.

## Impact culturel

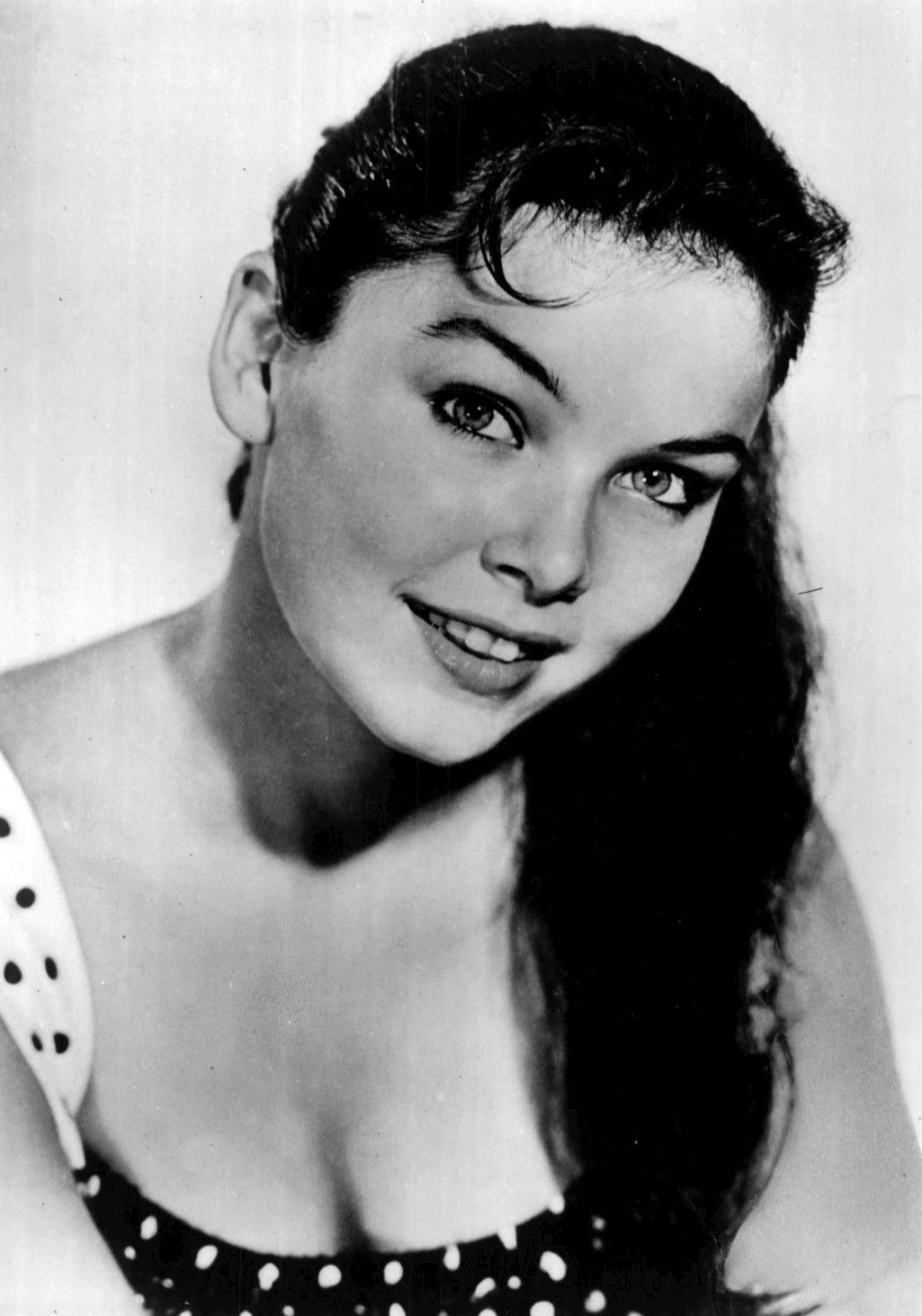
Yvonne Craig a déclaré que son interprétation de Batgirl reste un symbole de l'émancipation des femmes.

Selon le critique et historien Peter Sanderson, Barbara Gordon, une des incarnations de Batgirl, représentée comme une femme de carrière, couplée avec son alter-ego de justicière, est considérée comme un symbole du mouvement d'émancipation des femmes des années 1960. La carrière de Gordon en tant que bibliothécaire représente aussi une « profession de valeur et honorée » au sein des comics américains, malgré le fait que les bandes dessinées ne soient pas considérées comme un passe-temps respectable par les professionnels des bibliothèques.

« ... des explications probables pour expliquer que l'alter ego de Batgirl était un bibliothécaire sont (a) la bibliothéconomie de l'époque était une profession établie et acceptable pour un(e) jeune femme (non mariée), et (b) le travail de Barbara Gordon en tant qu'une bibliothécaire apparemment douce et passive devait être considéré comme un contraste idéal à son réellement significatif (et passionnant) travail en tant que Batgirl,. »

L'actrice Yvonne Craig, qui a interprété Batgirl au cours de la dernière saison de la série télévisée Batman, a également repris ce rôle en 1972 dans une annonce des services publics pour le département du Travail des États-Unis qui préconise l'égalité de rémunération entre hommes et femmes. Craig a déclaré que son interprétation de Batgirl reste un symbole de l'émancipation des femmes.
Malgré cela, le personnage de Batgirl a souvent été critiqué pour être une variation féminine de Batman. Par rapport à Wonder Woman, décrite comme « l'icône principal des super-héroïnes », Batgirl a été considérée comme un dérivé de son homologue masculin. Lorsque Yvonne Craig interprète Batgirl dans la série télévisée Batman, elle n'a pas été autorisée à s'engager dans la lutte au corps à corps, ses scènes de combat sont toutes basées sur des routines de danse chorégraphiée pour des showgirls de Broadway, selon les uns, cela la fait apparaître comme une version inférieure de Batman, alors que d'autres ont dit que cela la faisait paraître plus gracieuse.